# Cantó de Gatnat
El cantó de Gatnat és un cantó francès del departament de l'Alier, situat al districte de Vichèi. Té 12 municipis i part del de Gatnat.

## Municipis
- Begas
- Biozat
- Charmes
- Gatnat
- Jenzat
- Le Mayet-d'École
- Mazerier
- Monteignet-sur-l'Andelot
- Poëzat
- Saint-Bonnet-de-Rochefort
- Saint-Priest-d'Andelot
- Saulzet

## Història
| Data d'elecció                           | Identitat        | Partit                        | Qualitat |
| ---------------------------------------- | ---------------- | ----------------------------- | -------- |
| 1945-1967                                | Charles Magne    | SFIO                          |          |
| 1967-1976                                | Yves Machelon    | Divers droite                 |          |
| 1976-2001                                | Louis Huguet     | PS                            |          |
| 2001-                                    | Anne-Marie Defay | Unió Republicana del Borbonès |          |
| les dades anteriors no són pas conegudes |                  |                               |          |
|                                          |                  |                               |          |

## Demografia
| 1962  | 1968  | 1975  | 1982  | 1990  | 1999  | 2007  |
| ----- | ----- | ----- | ----- | ----- | ----- | ----- |
| 8.989 | 9.808 | 9.942 | 9.978 | 9.766 | 9.491 | 9.663 |